# Valeriana roylei
Valeriana roylei är en kaprifolväxtart som beskrevs av Johann Friedrich Klotzsch. Valeriana roylei ingår i släktet vänderötter, och familjen kaprifolväxter. Inga underarter finns listade i Catalogue of Life.